# Leo Abrahams
Leo Abrahams (* 1977) je britský kytarista, hudební skladatel a hudební producent.
V roce 2010 spolu s Brianem Enem a Jonem Hopkinsem nahrál album Small Craft on a Milk Sea. Hrál také na dalších Enových albech Drawn from Life (2001), Another Day on Earth (2005), Everything That Happens Will Happen Today (2008), Making Space (2010), Drums Between the Bells (2011) a Lux (2012). Rovněž spolupracoval s mnoha dalšími hudebníky, mezi které patří například Paul Simon, Karl Hyde, KT Tunstall, Astrid Williamsonová, Rachid Taha, Ed Harcourt, Imogen Heap nebo skupina Wild Beasts. V letech 2011 až 2013 vystupoval jako doprovodný hudebník se skupinou Pulp. Mimo to vydal také několik alb pod svým jménem.

## Sólová diskografie
- Honeytrap (2005)
- Scene Memory (2006)
- EP1 (2006)
- Searching 1906 (2006)
- The Unrest Cure (2007)
- The Grape & The Grain (2008)
- December Songs (2009)
- Zero Sum (2013)